# Faidi al-Alami
Faidi al-Alami (arabsky: فيضي العلمي, hebrejsky: פאדי אל-עלמי, zemřel roku 1924) byl palestinský arabský politik a starosta Jeruzaléma v osmanském období v letech 1907–1909.
V letech 1914–1918 byl poslancem správní rady sandžaku Jeruzalém v rámci osmanské správy. Jeho synem byl Musa al-Alami, významný palestinský arabský politik 20. století.